# موزه هنر والترز
موزهٔ هنر والترز در بالتیمور مریلندِ، ایالات متحده آمریکا یک موزهٔ هنری عمومی است که به سالِ ۱۹۳۴ میلادی درست شده‌است.

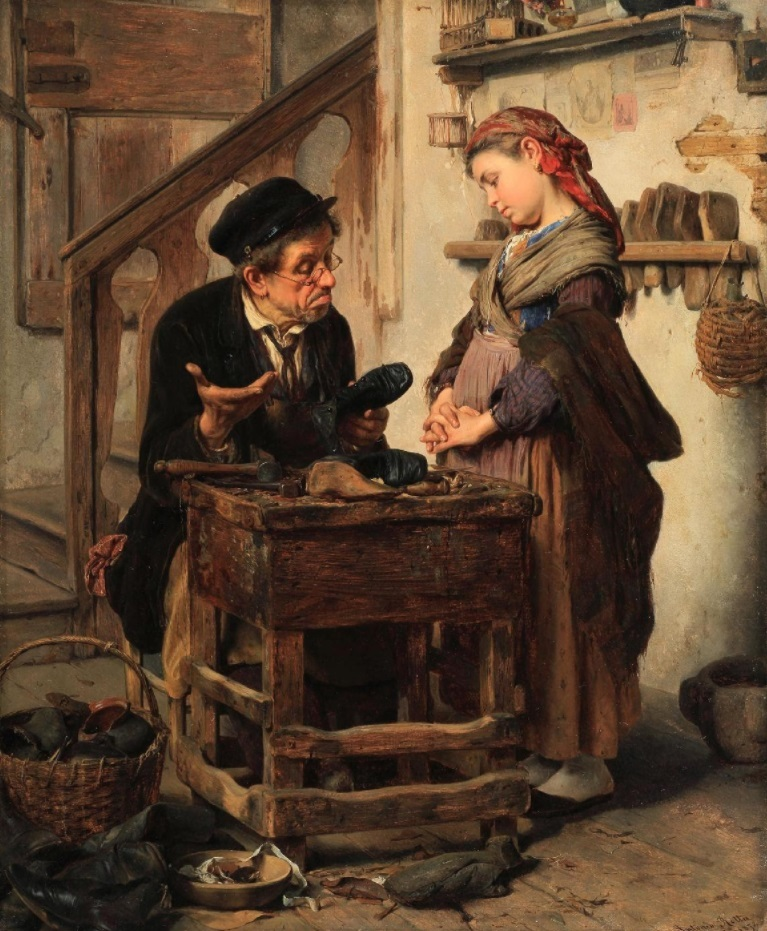
Antonio Rotta, Il caso senza speranza, 1871

موزه دربرگیرنده بیش از سی و شش هزار اثر در مجموعه‌هایی از هنر اروپا، مصر، خاورنزدیک، آسیای مرکزی، خاور دور و همچنین آمریکاست. از هنر ایران نمونه‌هایی از برنزهای لرستان، نقره‌های ساسانی، مینیاتور و … در موزه هنر والترز نگهداری می‌شود.
این موزه نام خود را از پایه‌گذارانش، ویلیام تامپسون والترز، بازرگان آمریکایی و فرزندش، ویلیام والترز گرفته‌است.

## مجموعه‌ها

### هنر باستانی
مجموعه هنرهای باستانی والترز شامل نمونه‌هایی از مصر، نوبیا، یونان، روم، اتروریا و خاور نزدیک است. 

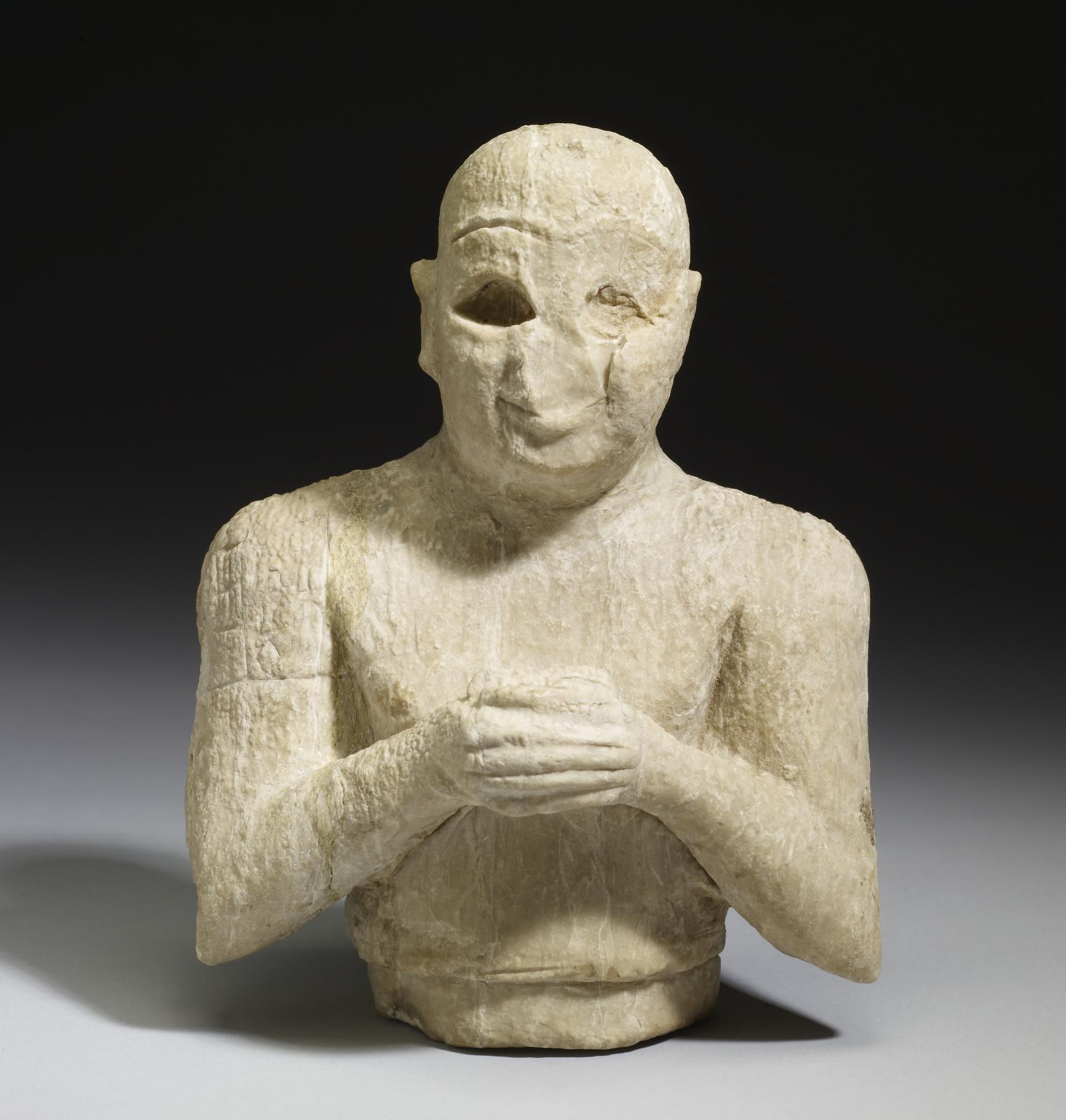
مرد عبادت‌کننده سومری، حدود ۲۳۰۰ سال قبل از میلاد
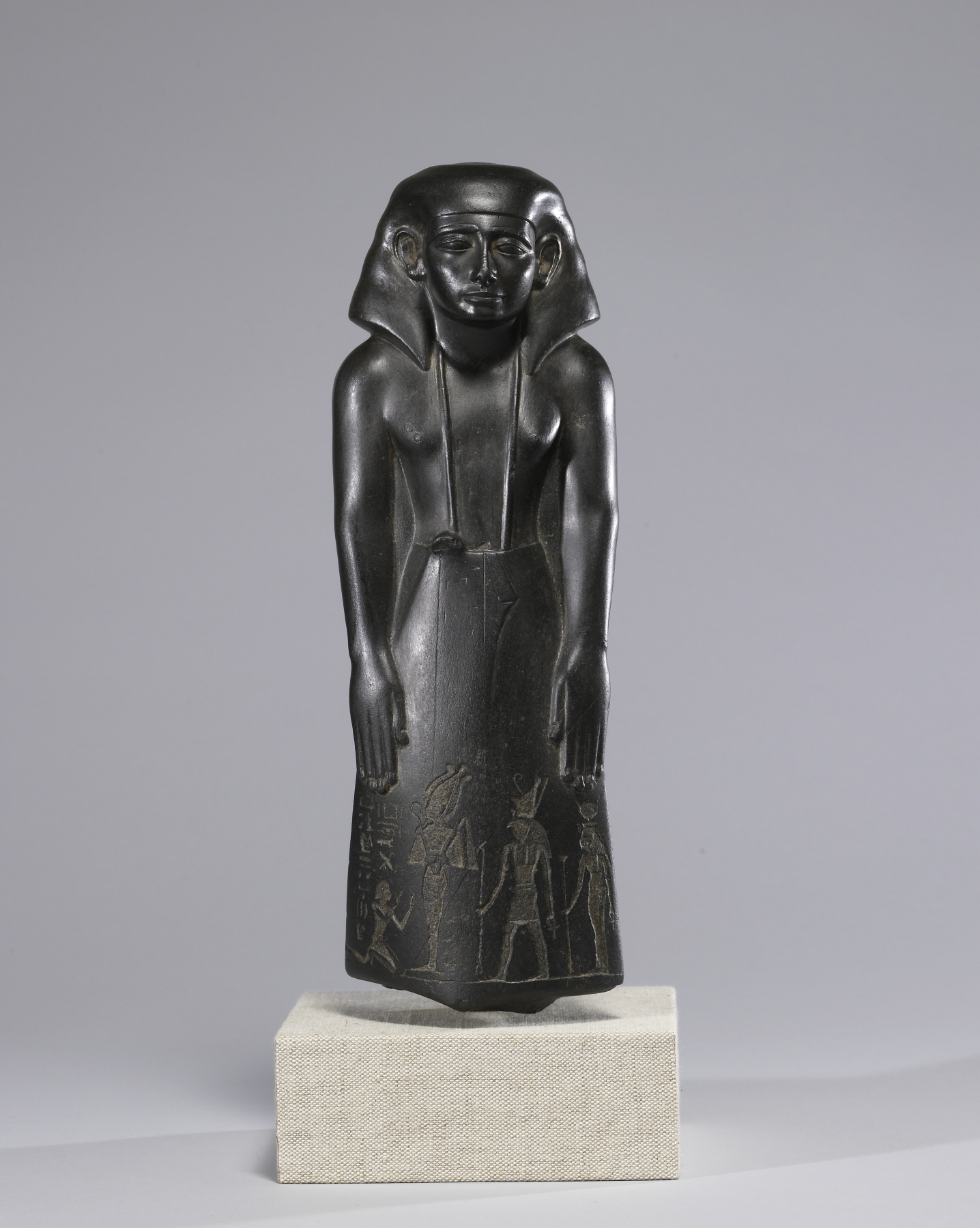
مجسمه پادیست، تصویر کنعان - تجارت مصر باستان، حدود ۱۷۰۰ قبل از میلاد
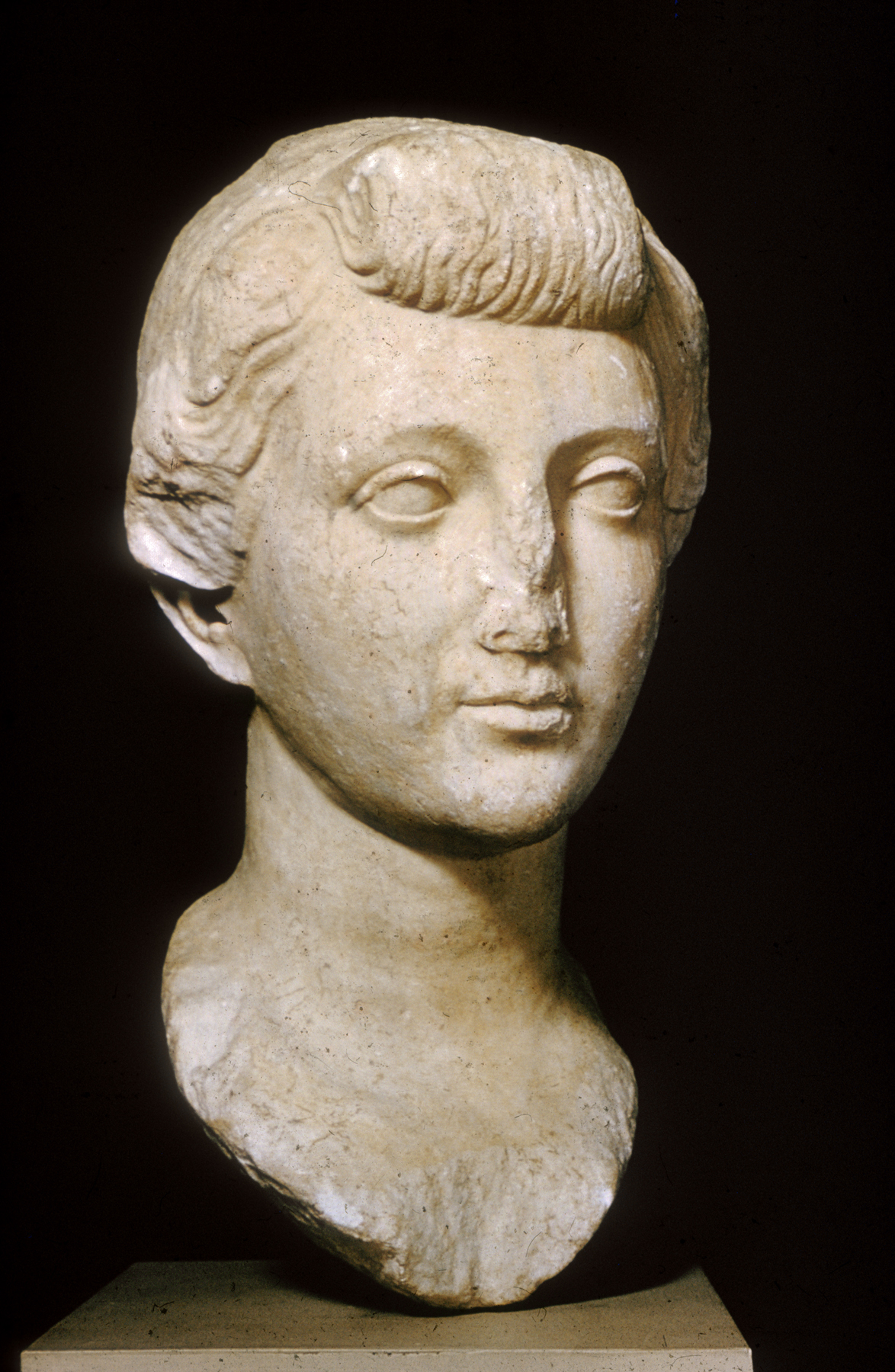
نیم تنه پرتره لیویا، همسر امپراتور/سزار آگوستوس، (اکتاویوس)، حدود ۳۵ قبل از میلاد
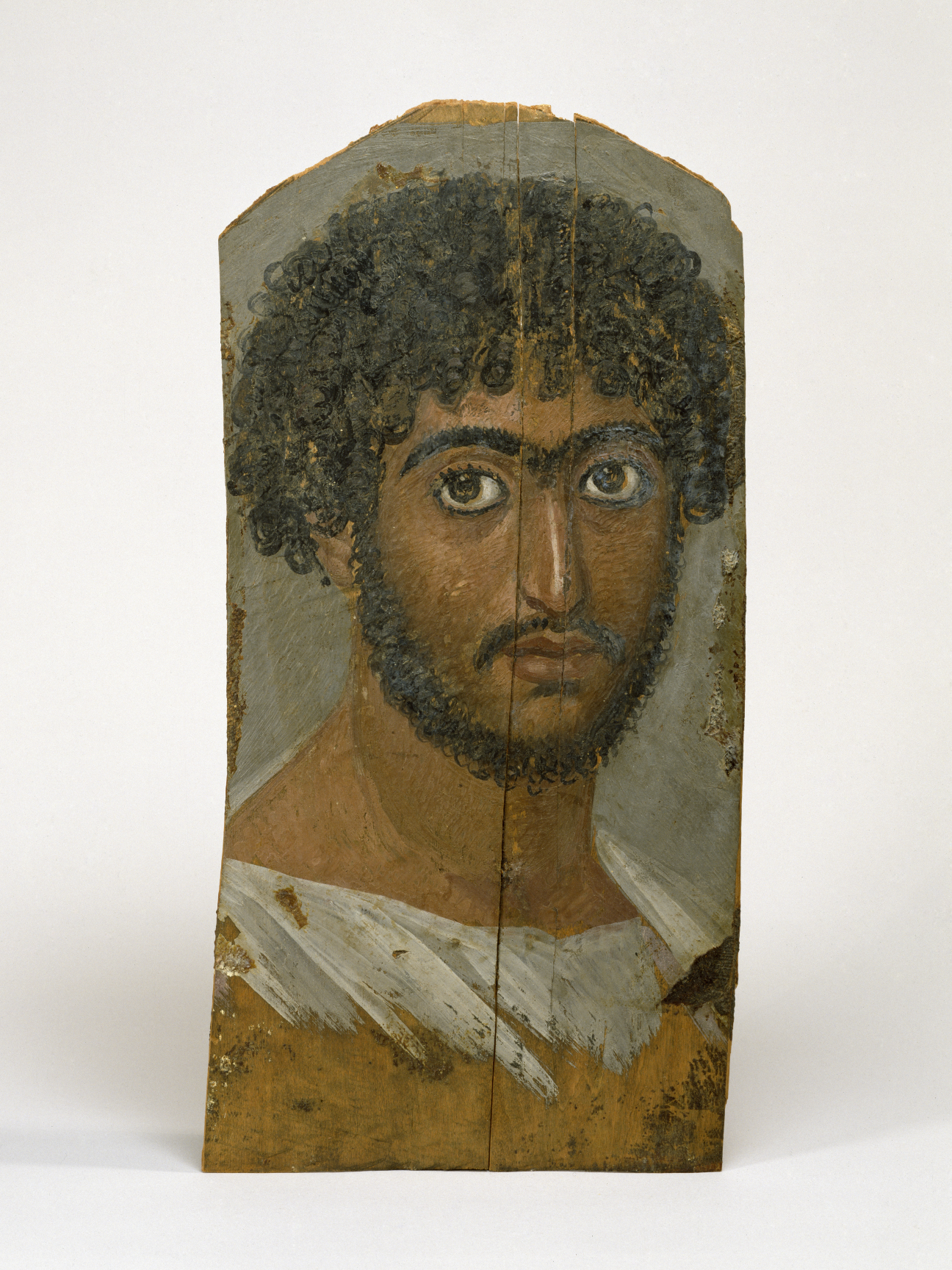
تک‌چهره‌های مومیایی فایوم، مصر رومی
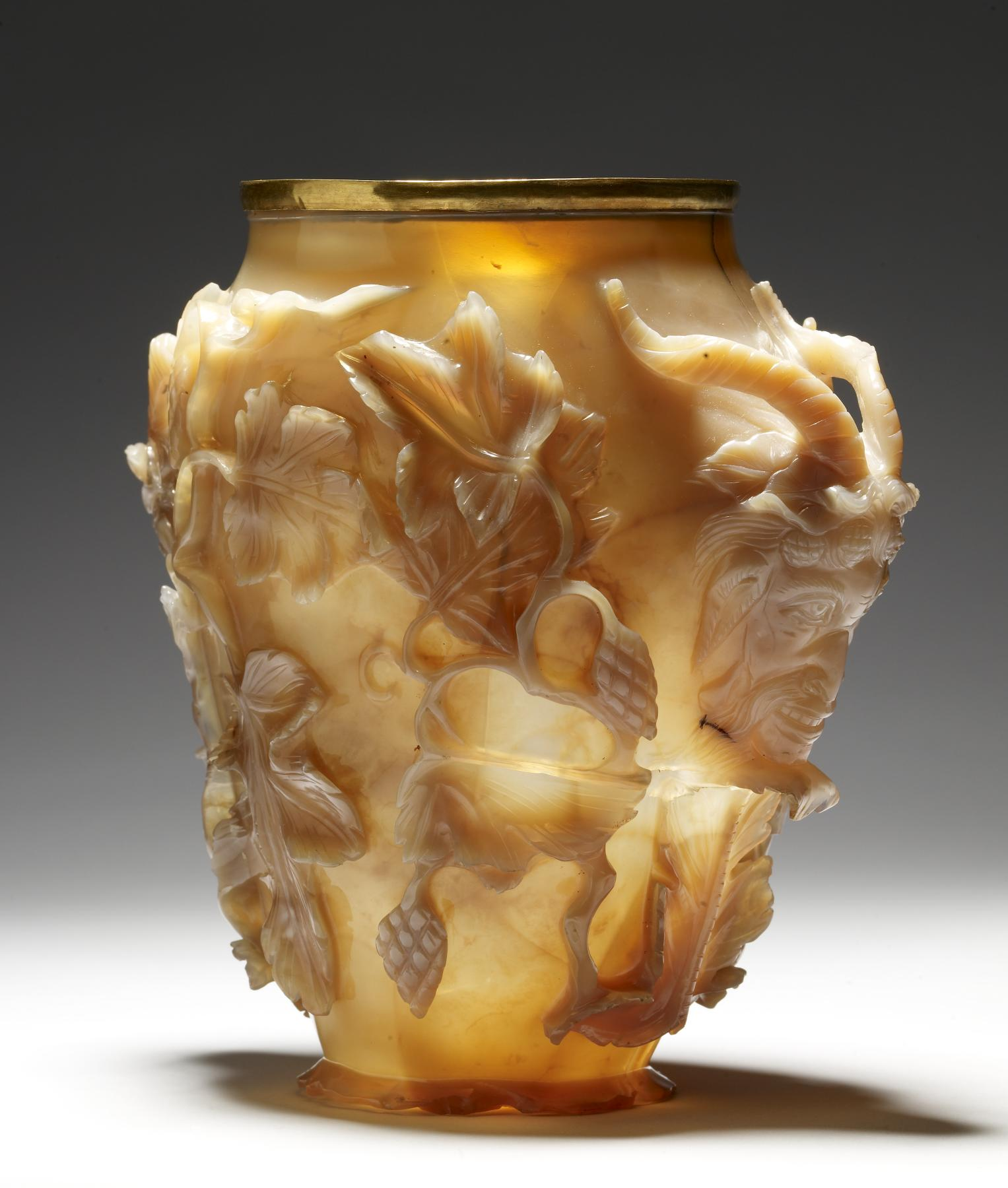
گلدان روبنس، حکاکی روی سنگ سخت عقیق
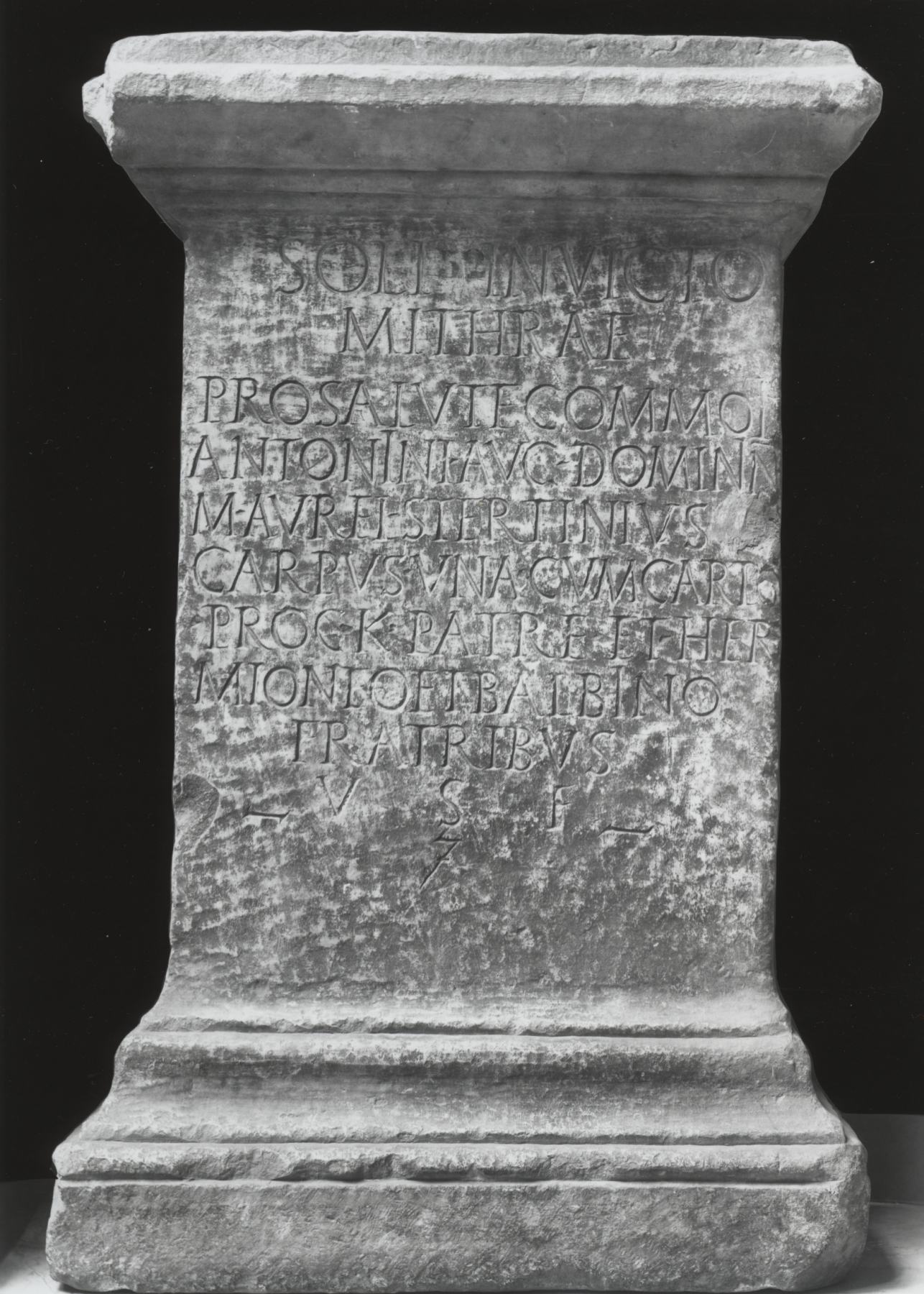
سنگ تشییع جنازه رومی با کتیبه لاتین اشاره به میترا

### هنر قاره آمریکا باستان

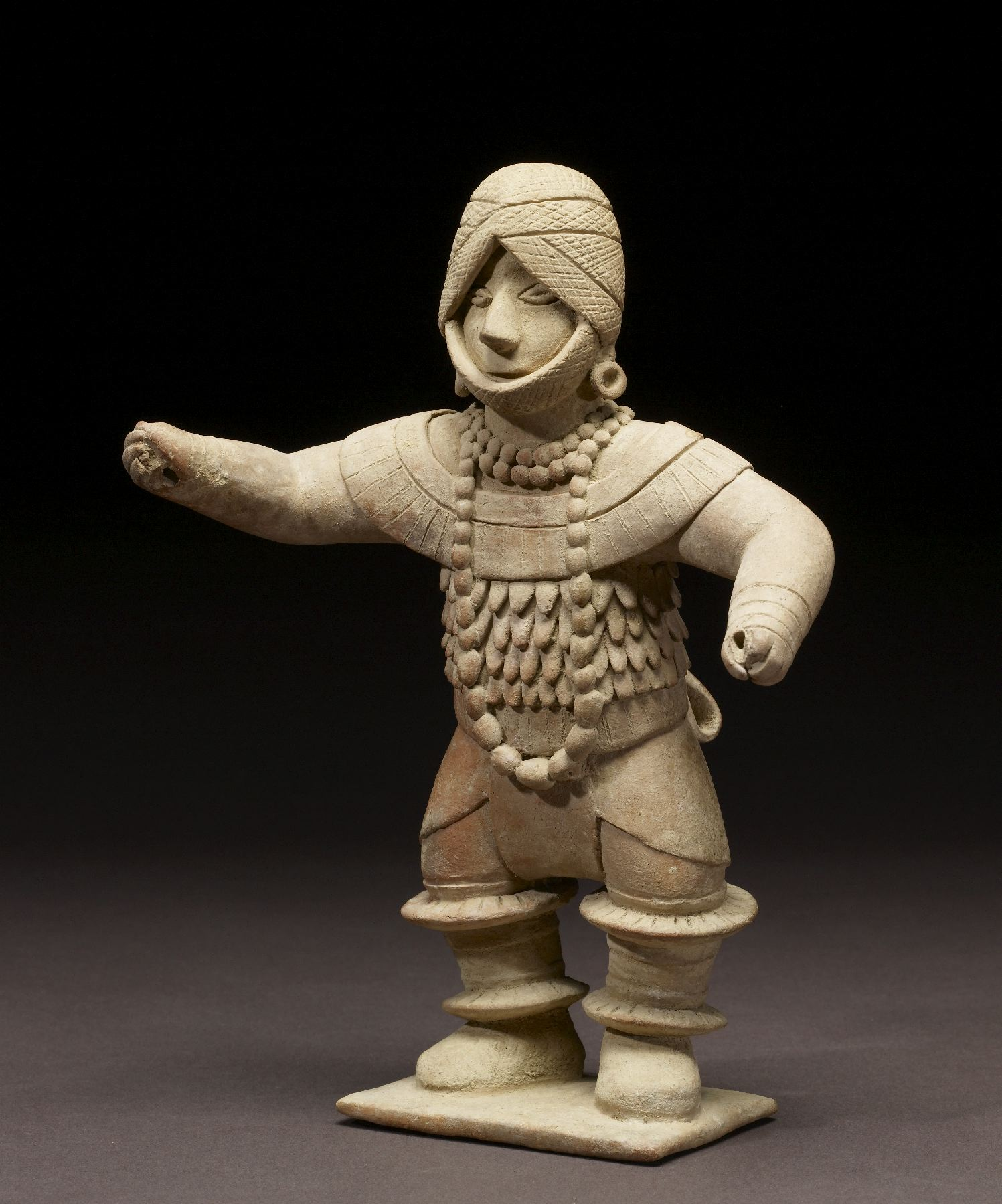
یک رقصنده از کولیما، مکزیک، سفالگری
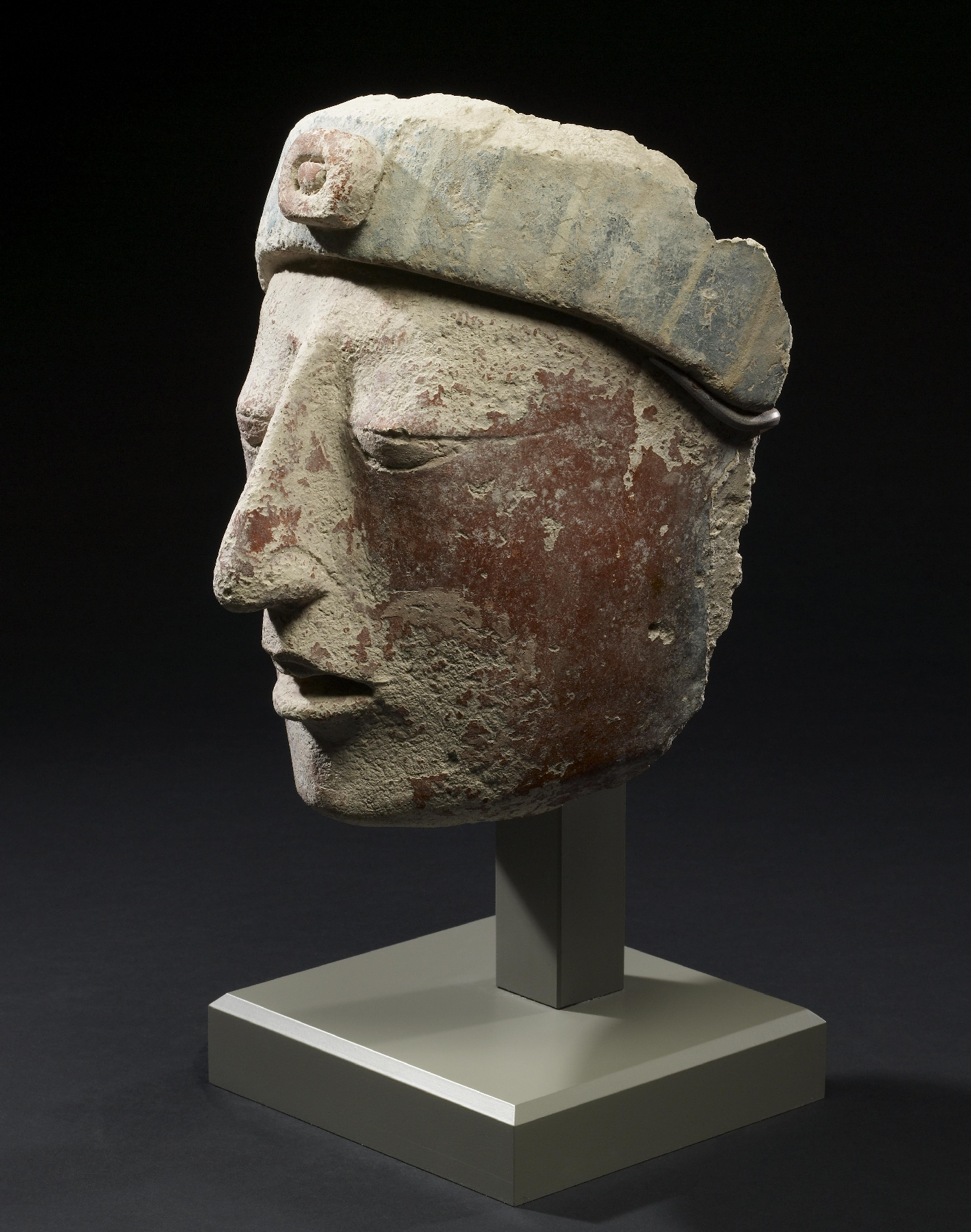
سر مایا ساخته شده با گچ